# Nieuwmarkt (Amsterdam)

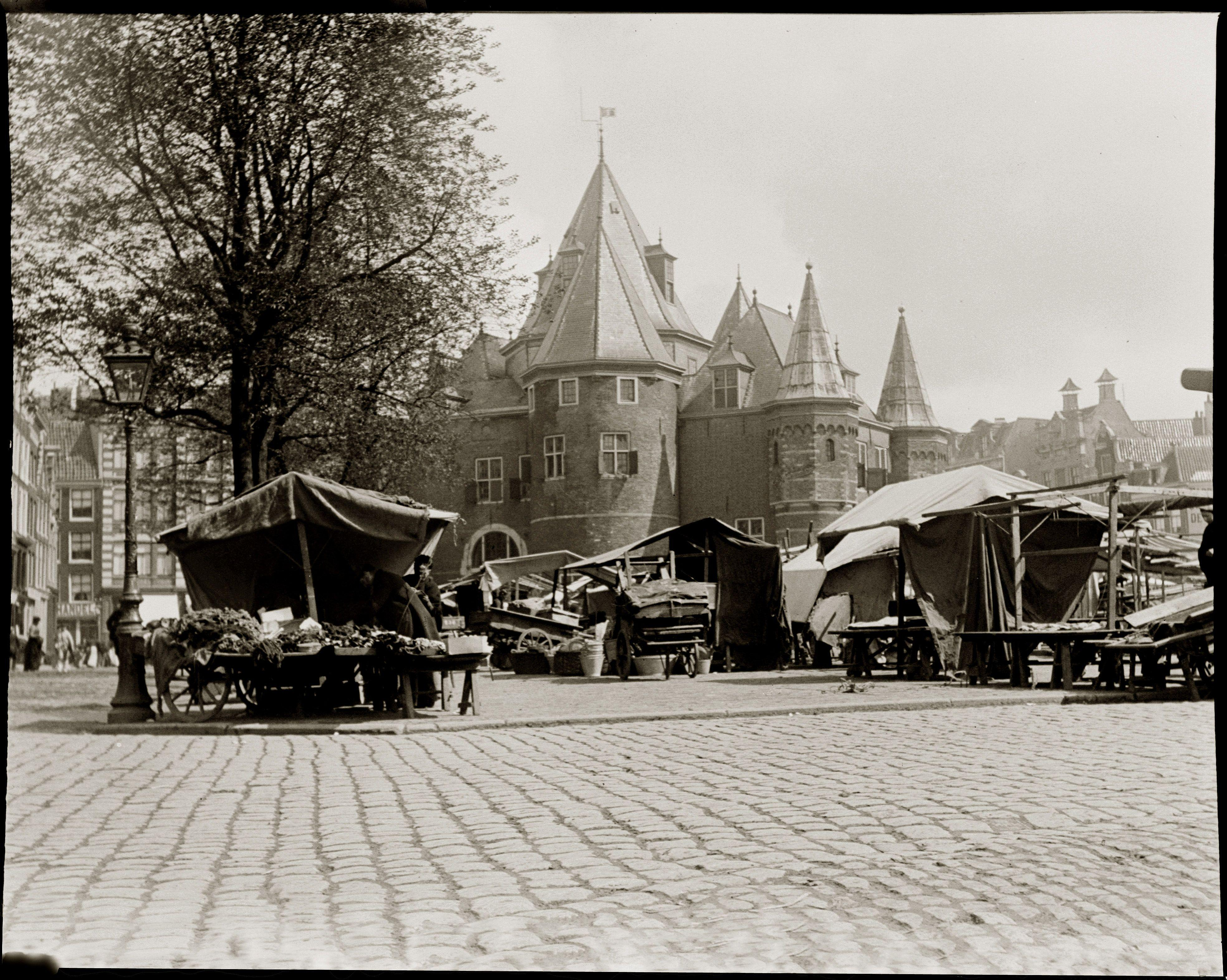
Markt op de Nieuwmarkt; 1902. Foto: Jacob Olie

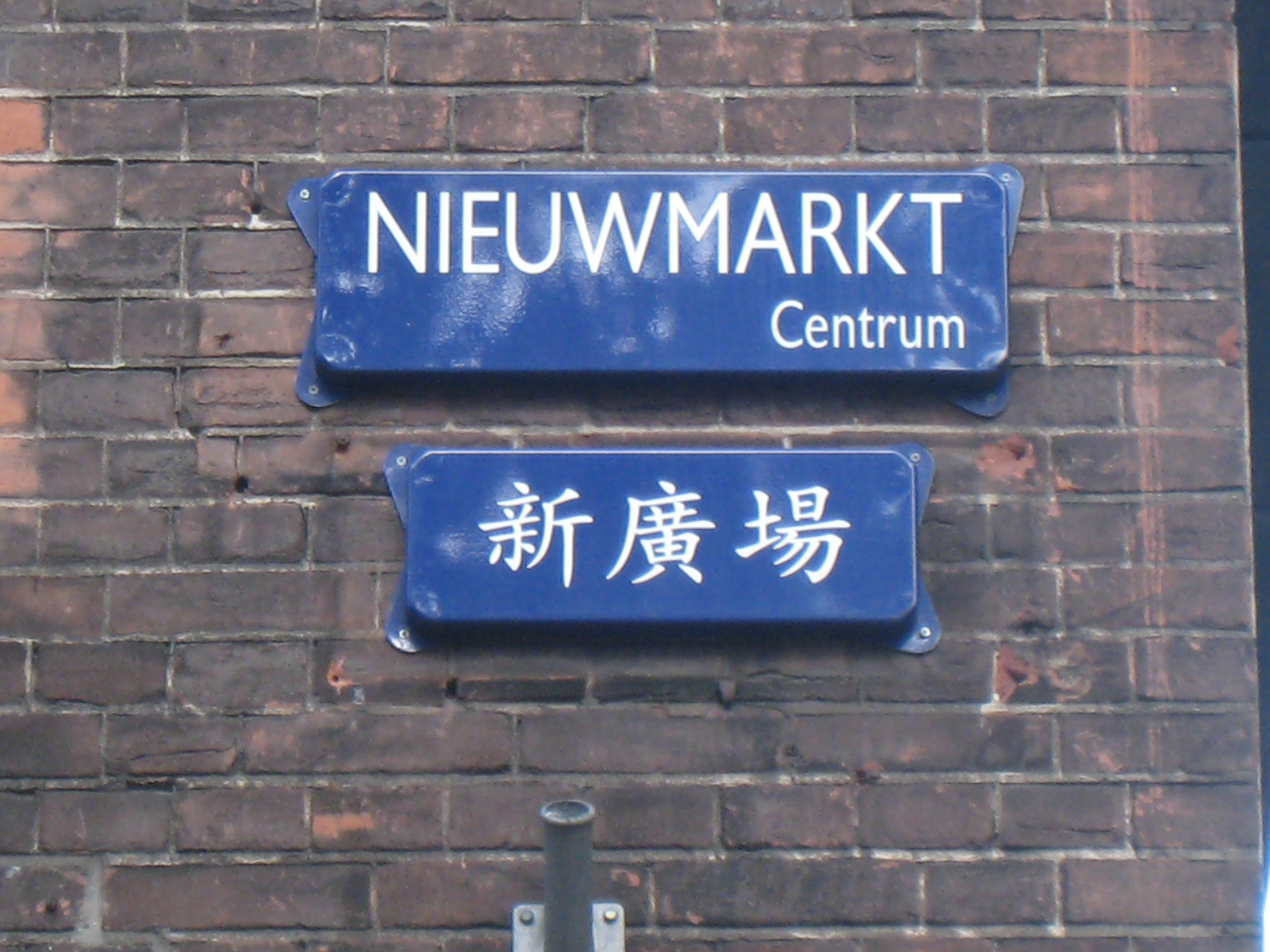
Straatnaambord

De Nieuwmarkt is een plein in het centrum van Amsterdam, tussen de Geldersekade en de Kloveniersburgwal. Het grenst in het noorden aan de Zeedijk en in het zuiden aan de Sint Antoniesbreestraat en vormt het middelpunt van de Nieuwmarktbuurt.
Centraal staat de monumentale Waag. Rondom het plein liggen monumentale panden, veel horecagelegenheden, een supermarkt en het wooncomplex voor ouderen, (de) Flesseman.
Er is een dagelijkse markt, op zaterdag een biologische markt, en in de zomermaanden op zondag een antiek-, curiosa- en boekenmarkt. In het voorjaar zijn er, in de week voorafgaand aan koningsdag, de "aprilfeesten" met een buurtontbijt en een nostalgische kermis met zweefmolen, spiegeltent en kindertheater.
De Nieuwmarkt grenst aan de Wallen, Chinatown en de Lastage. Omdat de Nieuwmarktbuurt, met name op de Zeedijk, veel Chinese inwoners en bedrijven kent, zijn de straatnaambordjes in de omgeving zowel in het Nederlands als in Chinese karakters uitgevoerd.
Onder het plein ligt sinds 1425 de Bijleveldschesluis.

## Geschiedenis
Het plein is in 1614 ontstaan toen het water rondom de Sint Anthoniespoort (nu de Waag) overkluisd werd. Tussen het water van de Geldersekade en de Kloveniersburgwal bleef onder het plein een verbinding bestaan. Formeel bevat het plein nog steeds een brug, genaamd de Bijleveldschesluis.
Door de stadsuitbreiding (bouw van de Lastage) verschoof de stadsgrens verder naar de Montelbaanstoren en de Oude Schans. De Sint Anthoniespoort verloor zijn verdedigende functie en werd een waag. Het plein werd een marktplein, waar ook een vis- en "Oosterse" markt werd gehouden en "ten aanschouwe van het volk" lijfstraffen werden voltrokken. Er werd "gegeseld, gebrandmerkt en gehangen". In 1812 voltrok zich hier een primeur voor Nederland: drie ter dood veroordeelden werden onder de guillotine terechtgesteld.
In 1827 ontstond het plan om de Waag te slopen en op de plaats ervan een kathedraal te bouwen voor het nieuw op te richten bisdom Amsterdam. Stadsbouwmeester Jan de Greef maakte zelfs een bouwplan, waarvan de uitvoering slechts achterwege bleef omdat de afscheiding van België de plannen voor een nationale reorganisatie van de katholieke kerk, en daarmee het herstel van de bisschoppelijke hiërarchie in Nederland, doorkruiste.
In de 19e eeuw werd op de Nieuwmarkt tweemaal per jaar kermis gevierd. De voorjaarskermis was kleinschalig en rustig, maar de najaarskermis trok publiek uit de hele stad en ontaardde regelmatig in opstootjes en vechtpartijen. Een verbod door het gemeentebestuur leidde in 1876 tot een volksopstand.
De Nieuwmarkt ligt in de voormalige Joodse wijk. Tussen het Centraal Station, de Kloveniersburgwal, Waterlooplein, Valkenburgerstraat en Prins Hendrikkade leefden rond het begin van de 20e eeuw meer dan 25.000 Joden. Tijdens de Tweede Wereldoorlog werd de Nieuwmarkt door de Duitse bezetter gebruikt als verzamelplaats voor de deportaties van Joodse inwoners.
Na de bevrijding werd het plein voor een jaarlijkse kermis met steeds grotere attracties al snel te klein. In de jaren 1970 was de kermis wederom een paar keer decor van moord en vechtpartijen waarop hij definitief werd verplaatst naar de Dam.
Na nog een aantal jaren als parkeerplaats te hebben gediend werd de Nieuwmarkt begin jaren '90 geherprofileerd tot zijn huidige functie als stadsplein, met horeca en marktkraampjes, waarna ook de centraal gelegen Waag een degelijke opknapbeurt kreeg en in gebruik genomen werd door o.a. horeca.
Een bekende horecazaak aan de Nieuwmarkt is jazzcafé Cotton Club, dat in 1940 geopend werd. In augustus 2020 moest de zaak door een huurverhoging en de gevolgen van de coronacrisis verkocht worden, al is daarbij bedongen dat de naam behouden blijft.

## Gebouwen
Blikvanger op plein is de Waag. Rondom staan gebouwen, die bijna alle benoemd zijn tot rijksmonument, dan wel gemeentelijk monument. Toch ontbreken er inmiddels ook een paar. De sloop van veel huizen voor de aanleg van de tunnel van de Zuidoostlijn van de Amsterdamse metro in de Lastage (tussen de Geldersekade en Oudeschans) leidde in 1975 tot de Nieuwmarktrellen, onder het motto "Geen buizen maar huizen". Ook het plan een autoweg aan te leggen van de Wibautstraat en Weesperstraat via de Nieuwmarktbuurt naar de Prins Hendrikkade en verder richting Haarlemmer Houttuinen stuitte op felle protesten. In metrostation Nieuwmarkt herinneren kunstwerken aan die periode. Van het plein werd de zuidoostkant slachtoffer; er werden daar een aantal panden gesloopt. Nieuwmarkt 25 overleefde alles, maar viel bijna ten prooi aan brand.

## Kunst
In 1968 werd op de noordzijde van het plein het Bredero-monument van Piet Esser geplaatst met de bronzen figuren van de personages Jerolimo en Trijn Snaps uit G.A. Bredero's toneelstuk de Spaanschen Brabander. In 1990 bij een herinrichting van het plein werden kunstwerken geplaatst van straatmeubilair tot lantaarns.

## Openbaar vervoer
- in 1873 werd de Nieuwmarkt door de Amsterdamsche Omnibus Maatschappij opgenomen in de route van de vijfde paardenomnibus: Dam – Damstraat – Nieuwmarkt – Buitenkant (sinds 1879 Prins Hendrikkade)– Station Oosterspoor (Oosterdokseiland)
- Van 1904 tot 1955 reden er elektrische trams over de Nieuwmarkt in de verbinding Centraal Station – Geldersekade – Nieuwmarkt – Sint Antoniesbreestraat – Jodenbreestraat / Waterlooplein en verder. Achtereenvolgens waren dat de lijnen * 7 en 6 in 1904/'05, lijn 8 van 1905 tot 1942, lijn 26 van 1945 tot 1948 en lijn 11 van 1948 tot 1955.

- In dat laatste jaar werd de tram vervangen door bus 11. De rails bleven voor omleidingen nog in gebruik tot 1960, maar tegelijk met de vernieuwing van de Kamperbrug werd dit tramtraject buiten dienst gesteld. Nog tot in de jaren zeventig lagen er tramrails op de Nieuwmarkt en elders op de route. Bus 11 werd in 1975 opgevolgd door bus 22. In 1965 kwam bus 5, in 1968 bus 55 en van 1973-1977 bus 46. Met de opening van de metrolijn naar het Centraal Station in oktober 1980 verdwenen alle bussen uiteindelijk van de Nieuwmarkt omdat na herprofilering de route niet meer geschikt was voor een grote bus.

- In oktober 1980 werd metrostation Nieuwmarkt geopend. Sindsdien stoppen hier metrotreinen van de oostlijn de huidige metrolijnen 53 en 54. In 1990 kwam metro/sneltramlijn 51 erbij in 2019 vervangen door metrolijn 51.

## Afbeeldingen

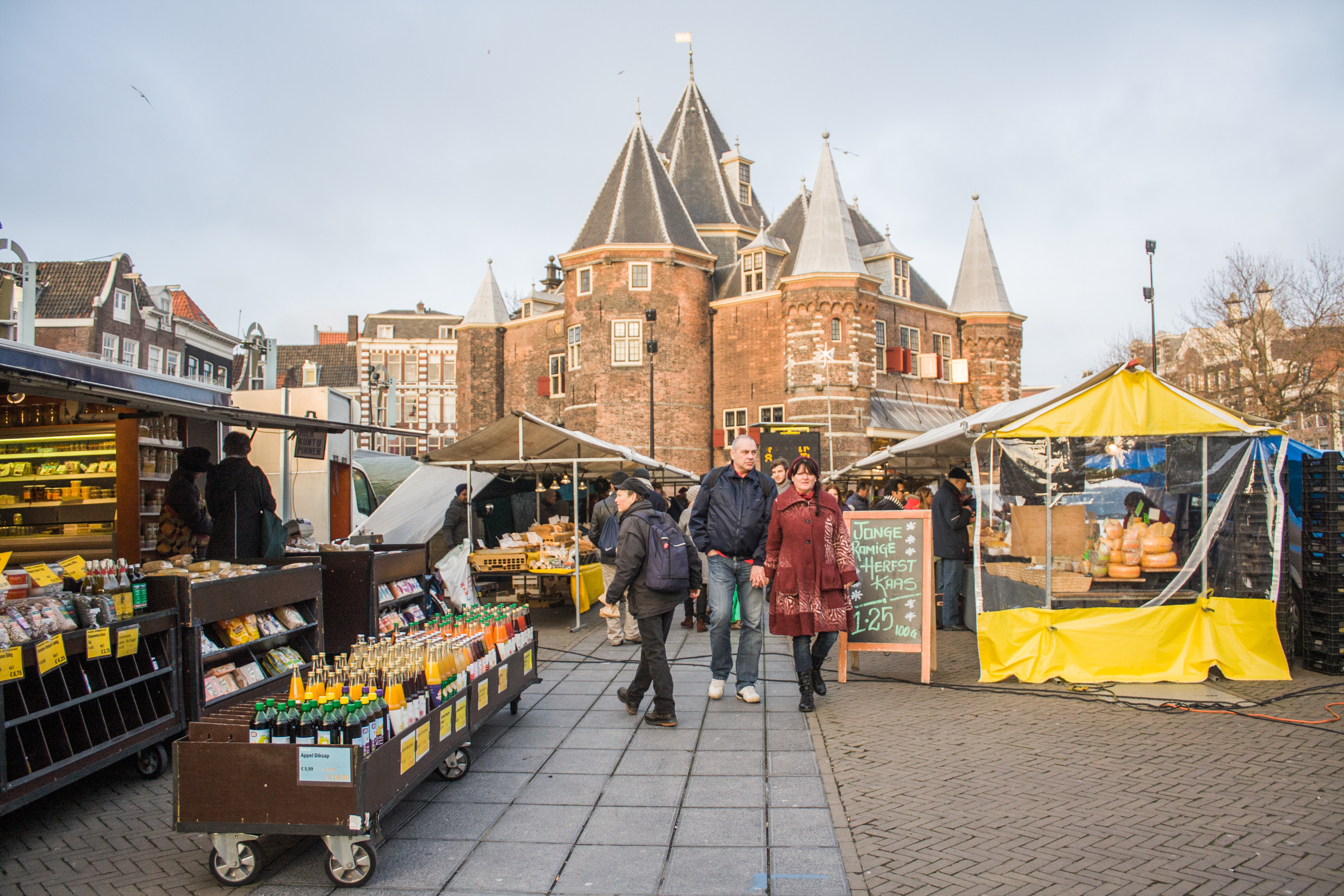
Markt op de Nieuwmarkt (2014)
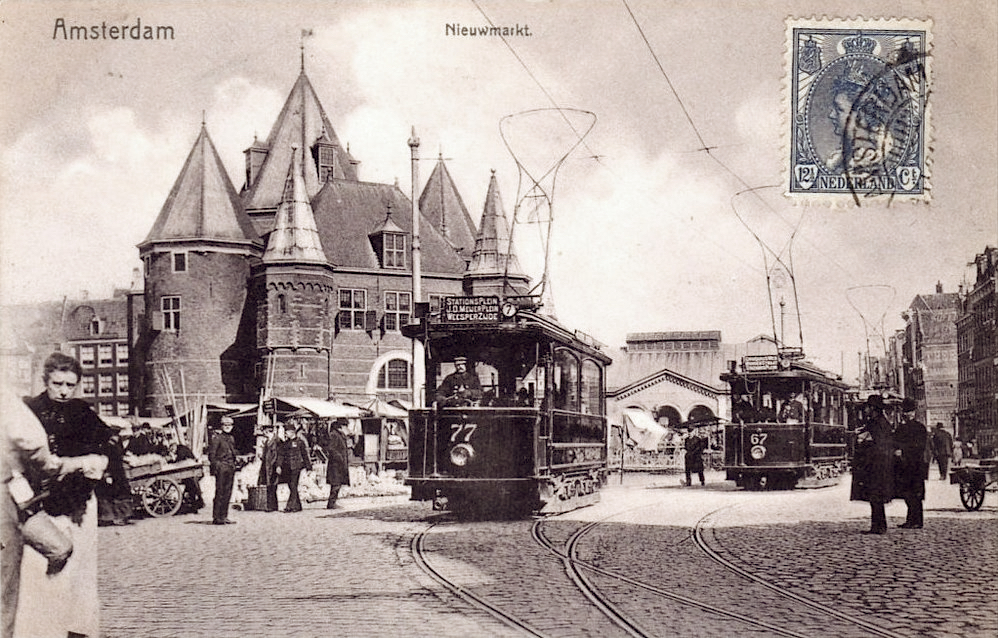
Lijn 7 met tramwagen 77 en lijn 6 met tramwagen 67 op de Nieuwmarkt; 1905
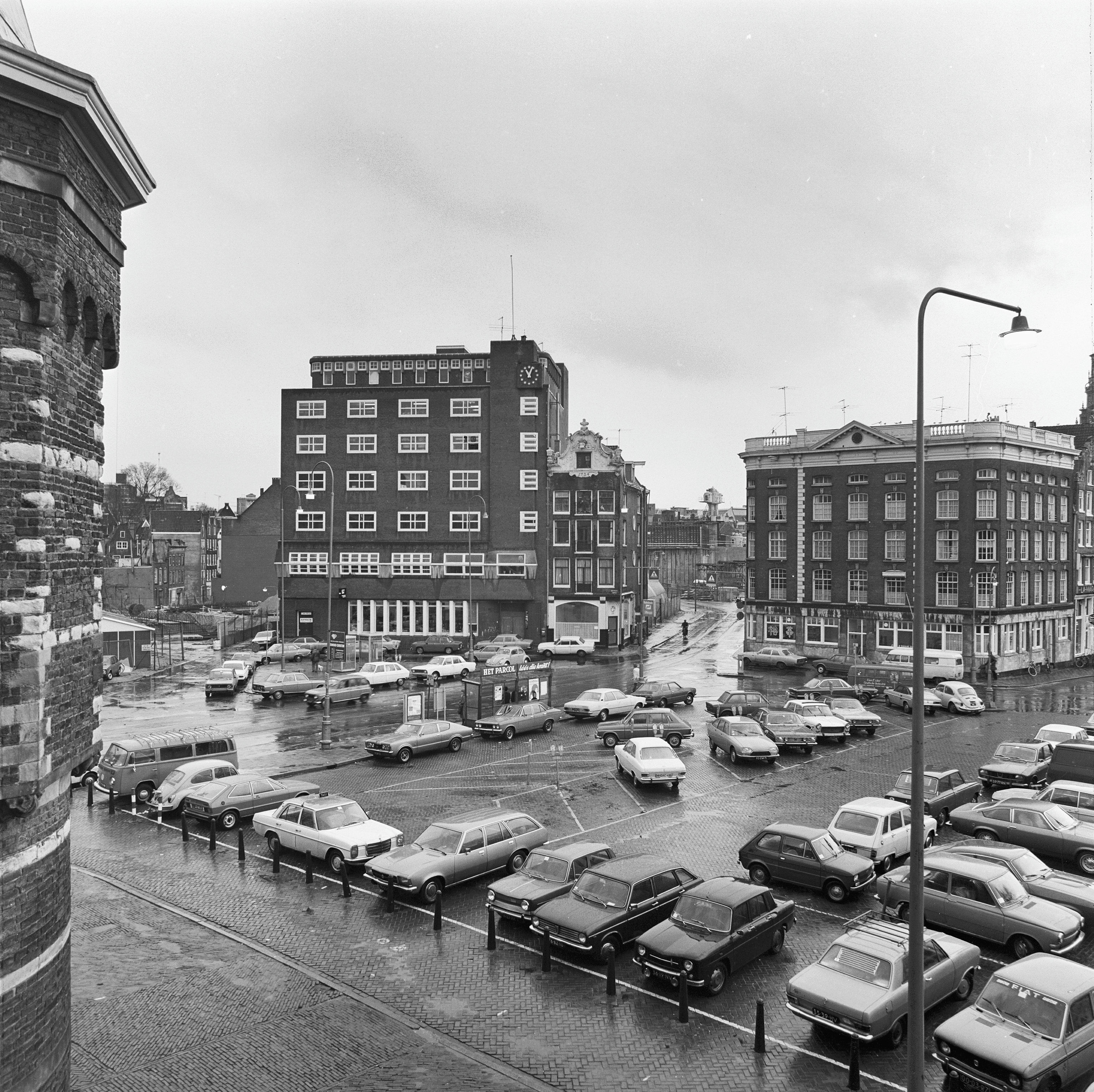
De Nieuwmarkt in gebruik als parkeerterrein voor auto's. Op de achtergrond links gebouw Flesseman, daarnaast de Sint Antoniesbreestraat, gezien vanaf de Waag (links); 1976
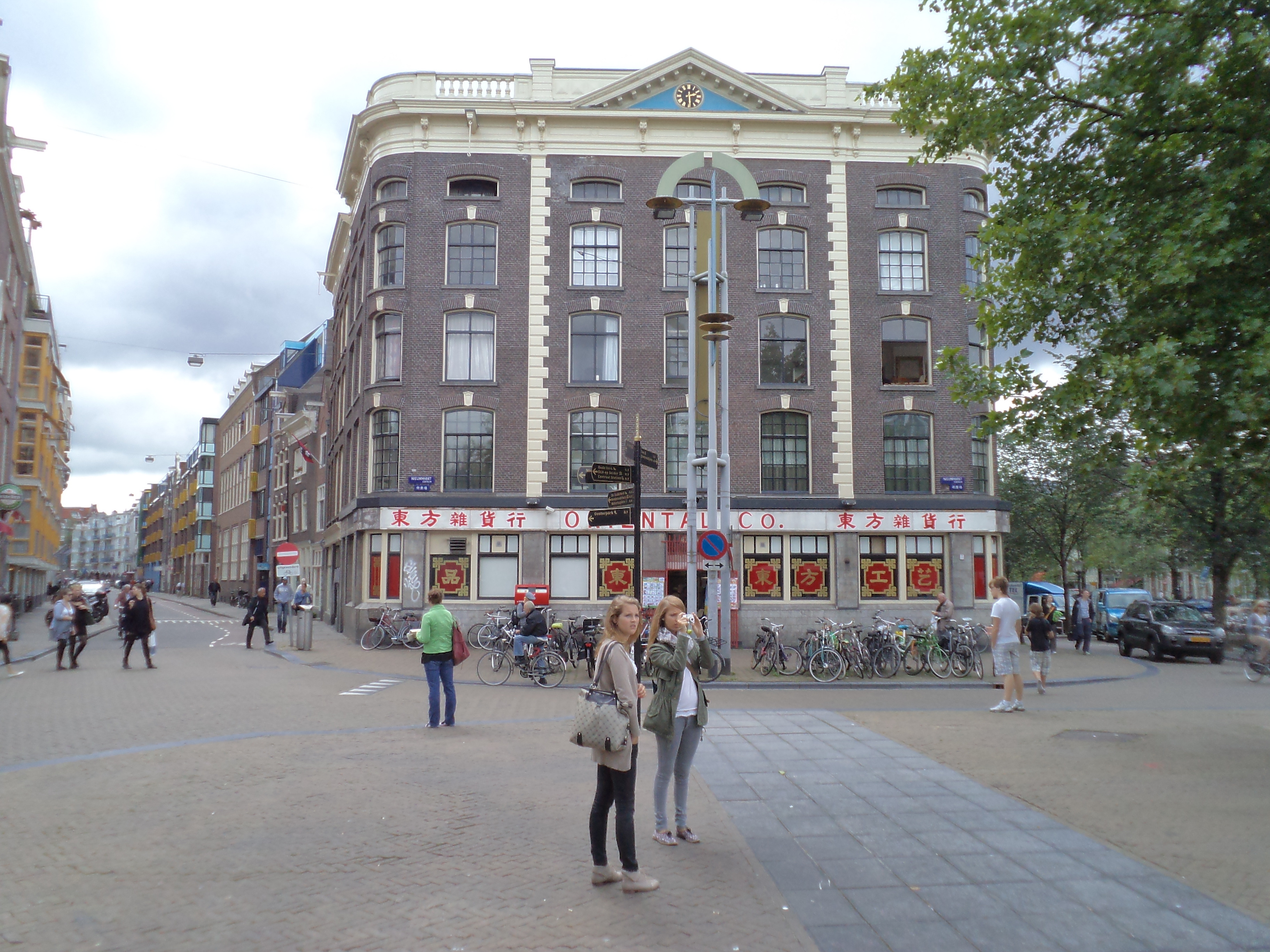
Pand met de klok aan de zuidzijde van de Nieuwmarkt
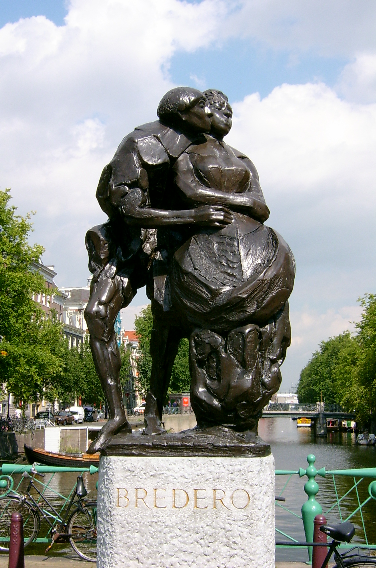
Monument voor Bredero, Piet Esser

 Abberdaan · Admiralenbuurt · Amstel III · Amsteldorp · Amstelkwartier · Andreas Ensemble · Apollobuurt · ArenAPoort · Bajeskwartier · Banne Buiksloot · Bedrijventerrein Sloterdijk · Bellamybuurt · Betondorp · Bijlmer · Binnenstad · Bloemenbuurt · Borgerbuurt · Borneo · Bos en Lommer · Buiksloot · Buiksloterham · Buikslotermeer · Buiteneiland · Buitenveldert · Bullewijk · Burgwallen Oude Zijde · Burgwallen Nieuwe Zijde · Centrum Amsterdam Noord · Centrumeiland · Chassébuurt · Chinatown · Cremerbuurt (Amsterdam) · Cruquius · Czaar Peterbuurt · Da Costabuurt · Dapperbuurt · De Aker · De Baarsjes · De Bongerd · De Eendracht · De Heining · De Krommert · De 9 Straatjes · De Omval · De Pijp · Diamantbuurt · Driemond · Disteldorp · Dubbele Buurt · Duivelseiland · Duvelshoek · Elzenhagen · Erasmusparkbuurt · Floradorp · Frederik Hendrikbuurt · Funenpark · Gaasperdam · Gein · Geuzenveld · Gibraltarbuurt · Gouden Reael · Gulden Winckelbuurt · Grachtengordel · Haarlemmerbuurt · Hallenkwartier · Haven-Stad · Haveneiland · Havenstraatterrein · Helmersbuurt · Het Funen · Holendrecht · Hoofddorppleinbuurt · Houthaven · IJ-oevers · IJburg · IJdock · IJplein · Indische Buurt · Jan Maijenbuurt · Java-eiland · Jeruzalem · Jeugdland ·Jodenbuurt · Jordaan · Julianapark · Kadijken · Kadoelen · Kattenburg · Kinkerbuurt · KNSM-eiland · Kolenkitbuurt · Kop van Jut · Van der Kunbuurt · Laan van Spartaan · Landlust · Landstrekenbuurt · Lastage · Leidsebuurt · Lutkemeer · Marathonbuurt · Marineterrein · Marken · Marktkwartier · Medisch Centrum Slotervaart · Mercatorbuurt · Middelveldsche Akerpolder · Molenwijk · Museumkwartier · Nellestein · Nieuw Sloten · Amsterdam Nieuw-West · Nieuwe Pijp · Nieuwendam · Nieuwendammerdijk en Buiksloterdijk · Nieuwendammerham · Nieuwezijde · Nieuwmarkt · Noorderhof · Noordoever Sloterplas · Noordse Bos · Olympisch Kwartier · Omval · Ookmeer · Oostelijk Havengebied · Oostelijke Eilanden · Oostelijke Handelskade · Oostenburg · Oosterdokseiland · Oosterparkbuurt · Oostoever Sloterplas · Oostpoort · Oostzanerwerf · Osdorp · Oud Osdorp · Oud-Oost · Oud-West · Oud-Zuid · Oude Pijp · Oudezijde · Overamstel · Overhoeks · Overtoombuurt · Overtoomse Buurt · Overtoomse Veld · Park Haagseweg · Park de Meer · Plan van Gool · Plan West · Plan Zuid · Planciusbuurt · Plantagebuurt · Postjesbuurt · Prinses Irenebuurt · Rapenburg · Reigersbos · Riekerpolder · Rieteilanden · Rietlanden · Rivierenbuurt · Robert Scottbuurt · Roeterseiland · Ruigoord · Schinkel (bedrijventerrein) · Schinkelbuurt · Science Park · Sloten · Sloterdijk · Sloterdijk-Centrum · Slotermeer · Slotervaart · Sluisbuurt · Spaarndammerbuurt · Spieringhorn · Sporenburg · Sportheldenbuurt · Staatsliedenbuurt · Stadionbuurt · Steigereiland · Strandeiland · Teleport · Transvaalbuurt · Trompbuurt · Tuindorp Buiksloot · Tuindorp Buiksloterham · Tuindorp Nieuwendam · Tuindorp Oostzaan · Tuttifruttidorp · Van Tijenbuurt · Uilenburg · Universiteitskwartier · Valkenburg · Van der Kunbuurt · Van der Pekbuurt · Van Lennepbuurt · Venserpolder · Vlooienburg · Vogelbuurt · Vogeldorp · Vogeltjeswei · Volewijck · Vondelparkbuurt · Vrije Geer · Waalseiland · Watergraafsmeer · Waterlandpleinbuurt · Waterwijk · Weesp · Weesperbuurt · Weespertrekvaartbuurt · Weesperzijde · Westelijke Eilanden · Westelijke Tuinsteden · Westerdokseiland · Westerpark · Westpoort · Willemspark · Wittenburg · Zeeburg · Zeeburgereiland · Zeeheldenbuurt · Zuidas · Zuideramstel